# Királyi városrész (Esztergom)

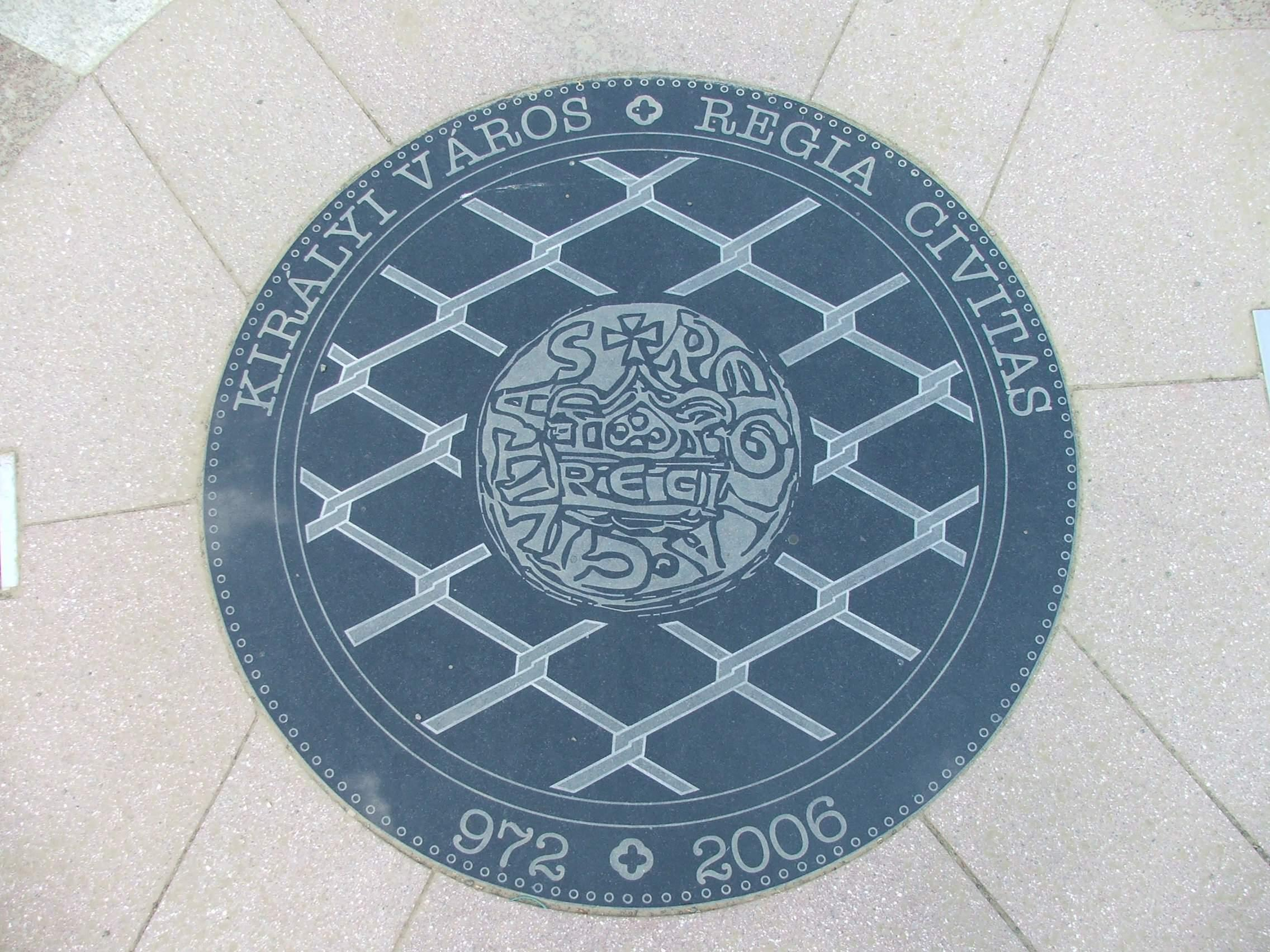
Díszburkolati elem a Királyi városban, feltüntetve Esztergom 972-es alapítását és a tér 2006-os felújítását

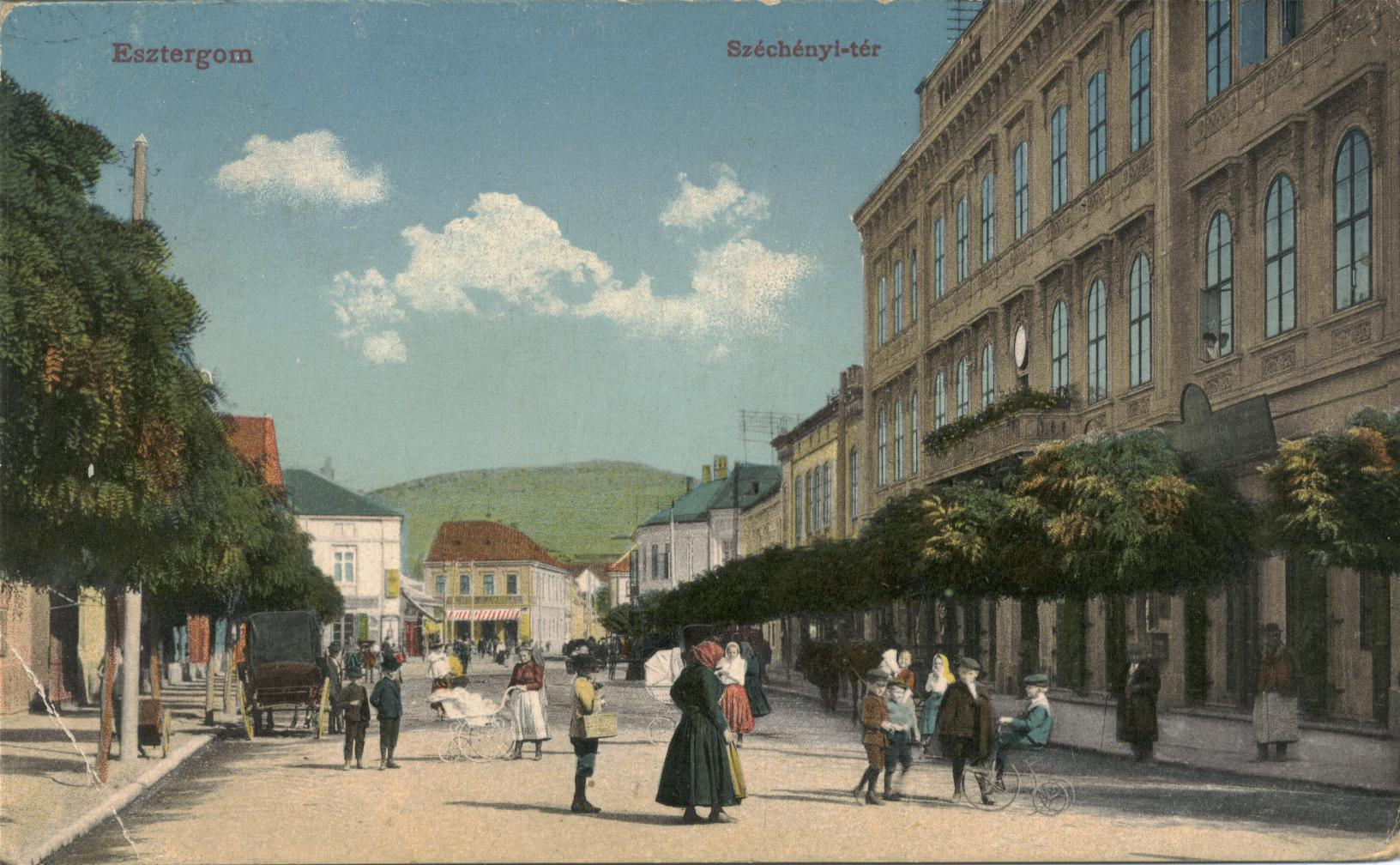
A városrész, azon belül is a Széchenyi tér látképe egy 20. század elei képeslapról

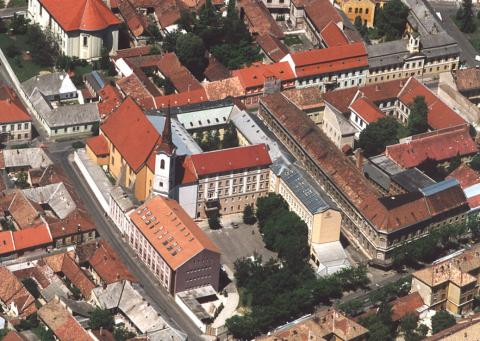
A képen felül vízszintesen fut a Bottyán János utca, a jobb felső sarokban a Széchenyi tér déli vége, a kép közepén pedig középiskolák láthatók

A Királyi városrész (latinul: Regia Civitas), Esztergom mai belvárosának hajdani helyén állt, amely a tőle északra fekvő Vízivárossal ellentétben, amely az érseké volt, ez a király tulajdonában állt. A királyi város kezdetben teljesen különállt a mai város többi részétől, nemcsak tulajdonviszonyukat nézve, hanem földrajzilag is jól elkülöníthetőek voltak. Falak vették körül, a falakon túl különböző tulajdonú és jogállású külvárosok övezték, ilyen volt a Kovácsi, az Örmény, a Szentistván, a Szentkirály, a Szentpál és az Újfalu is. A királyi város területen található ma Esztergom belvárosa.

## Története
Lásd még: az Esztergom története cikket
A mai belvárost – a tulajdonképpeni Esztergomot – Géza fejedelem alapította 972 körül az észak-déli hadiutak találkozásánál. A mai Széchenyi téren állt az ország sokáig egyetlen pénzverdéje, itt volt a városi piac. A tértől nyugatra folyik a Kis-Duna. A Nagy-Duna partján rév működött a szomszédos Kakat (a mai Párkány) településre. Itt laktak a város leggazdagabb polgárai, a városfalakon kívül pedig a 11. században zsidónegyedet említenek az oklevelek.  Esztergom története során többször feldúlták, felégették, vagy teljesen megsemmisítették. A város a 13. században nagyrészt jól védhető, kőből készült palotákból állt, de a tatárjárás idején  teljesen elpusztult a külvárosokkal együtt. Az újjáépítések hamar megkezdődtek, de a királyi városrész adományként a 13. századra fokozatosan az érsek birtokába került. Itt állt hajdanán a város északi nagy kapuja a Lőrinc kapu, amely a város címerén is látható. Ide vezettek a Víziváros és a Szenttamás utcái és innen indultak déli irányba a szabad királyi városba vezető fő útvonalak a Simor János utca, a Kossuth Lajos utca, a Széchenyi tér, valamint a Lőrinc utca. A királyi városra jellemző volt, hogy ezek az utcák egy déli irányba nyitott legyezőalakot formáltak. A török elleni háborúk során erősen megfogyatkozott lakosú és romba dőlt városban a török kiűzése után újra indult az élet, ezzel az újjáépítés is azonnal megindult. A város 1708-ban visszakapta szabad királyi város rangját, vele az iparűzési, gazdasági, vám-, kereskedelmi, pallos- és polgárjogait, a törvénykezést, bíráskodást, örökösödést, közigazgatást is beleértve. A városrészt a 18. században újjáépítették, a főbb útvonalak viszont megmaradtak. Így a mai belváros utcái és terei lényegében azonosak a középkori királyi városéval. Délen a Hősök terénél állt a déli, úgynevezett Budai kapu. Szintén újjáépítették a Vízivárost, Szenttamást és Szentgyörgymezőt. Ezen települések a 19. századra annyira összeépültek, hogy indokolttá vált egyesítésük. A városkapuk elbontásával létrehozták a mai Esztergomot, így amikor az 1895 előtti Esztergomról beszélünk gyakran csak a mai belvárost értjük alatta. Szenttamás lett az egyesített Esztergom II. kerülete, az Érseki Víziváros a III., és Szentgyörgymező a IV. (korábban, 1854 és 1868 között a négy város közigazgatásilag és adózási szempontból már egybe tartozott). A királyi város keleti falának nyomvonalán alakult ki a Simor János utca. Tőle nyugatra, vele nagyjából párhuzamosan fut a Kossuth Lajos utca (11-es főút), illetve még nyugatabbra a Széchenyi tér. 1876-ban Esztergom törvényhatósági jogai megszűntek.
A régi „Három Szerecsen” vendégfogadó helyén áll egy árkádos épület, melyet az 1950-es években emeltek. A ház Kossuth Lajos utca felőli homlokzatán egy középkori esztergomi Latin polgár modern (1955-ös) szobra áll, mely arra emlékeztet, hogy egykor azon a helyen állott a középkori Esztergom szabad királyi város kapuja. A mai városközpont kialakítása során számos régi épületet tüntettek el a föld színéről az 1960-as években. A belváros északi részét teljesen elbontották, és a városképbe nem illeszkedő modern épületeket emeltek helyükre. A Vörösmarty utca és a Rákóczi tér sarkán áll a patinás Belvárosi Kávéház. 2006-2007-ben újjáépült a Széchenyi tér, majd a „Zöldház”, az egykori MSZMP-székház épületét bontották el 2017-ben. A Várhegy és környéke mellett a belvárosba látogat a legtöbb turista.